# Vnanje Gorice
Vnanje Gorice – wieś w Słowenii, w gminie Brezovica. W 2018 roku liczyła 2514 mieszkańców.